# Skyline (Alabama)
Skyline es un pueblo ubicado en el condado de Jackson en el estado estadounidense de Alabama. En el censo de 2000, su población era de 843.

## Demografía
En el 2000 la renta per cápita promedia del hogar era de $ 29.250$, y el ingreso promedio para una familia era de 31.985$. El ingreso per cápita para la localidad era de 12.780$. Los hombres tenían un ingreso per cápita de 28.026$ contra 20.341$ para las mujeres.

## Geografía
Skyline está situado en 34°48′11″N 86°7′25″O / 34.80306, -86.12361 (34.802946, -86.123494)
Según la Oficina del Censo de los EE. UU., la ciudad tiene un área total de 3.87 millas cuadradas (10.02 km²).